# Jakub Boczyłowic
Jakub Boczyłowic (zm. między 1697 a 1699 prawdopodobnie w Toruniu) – polski poeta.
W 1675 pracował jako urzędnik kancelarii grodzkiej w Krakowie, później prawdopodobnie w Toruniu. Był autorem wierszy okolicznościowych, m.in. Sarmatia lauretia (1684) i poematów satyrycznych na temat kobiet w stylu sejmów białogłowskich, m.in. Cztery strony świata (1691), opracował również praktyczny poradnik dla mówców Wymowny polityk, czyli Weselne i pogrzebowe mowy (1681).